# アルマンドソース
アルマンドソースまたはソース・アルマンド（フランス語: Sauce allemande「ドイツ風ソース」の意味）は、フランス料理に使われるソースである。ヴルーテソースを元にしているが、卵黄と濃いクリームでとろみをつけ、レモン果汁で味付けする。アントナン・カレームがThe Art of French Cooking in the 19th Centuryの中でエスパニョールソース、ヴルーテソース、ベシャメルソースとともにフランス料理での4つの基本ソースの一つに定めている。
オーギュスト・エスコフィエは、20世紀初頭にアルマンドソースを完成させた。第一次世界大戦が勃発するとブロンドソースと名前を変える決断を下し、このソースを反独感情から救った。現在のフランスではパリジェンヌソースとして知られている。鶏卵、魚の蒸し物、鶏肉、温かいオードブル、パン粉をトッピングした料理等に良く合う。